# Кардия (Тракия)
 Тази статия е за градът.  За езофагеалният сфинктер вижте Кардия.  
Кардия (на старогръцки: Καρδία) е един от двата главни града (другият е Сестос) на Тракийския Херсонес през Древността.

## История
Градът възниква към края на 7 век пр.н.е. като колония на заселници от Милет и Клазомен разположена от западната страна на полуострова и на брега на Сароския залив.
По времето на Милтиад Младши в града се установяват атински преселници и укрепленията му са усилени. През 493 г. пр.н.е. атиняните изоставят Кардия на персийците, но още към средата на века успяват да възстановят влиянието си. След това градът се превръща в постоянен обект на спорове между Атина и траките, а впоследствие между Атина и Македония. Така, когато през 357 г. пр.н.е. атиняните поставят под контрола си целият Херсонес единствено управлявания от тракийски принц град Кардия остава неутрален. Решителна в това отношение се оказва 352 г. пр.н.е., когато градът сключва договор за приятелство с македонския цар Филип II. Поради това, когато капитанът наемник Диопейт докарва нови заселнци от Атика през 343 г. пр.н.е. избухва криза поради отказа на Кардия да ги приеме. Филип предлага услугите си на арбитър за решаването на спорния въпрос, но Атина отхвърля това негово предложение.
Кардия е разрушен от Лизимах, a населението му е използвано за населяване на основания от него Лизимахия, които е предназначен за столица на царството на владетеля. Въпреки това по-късно Кардия е възстановен и дори възвръща голям част от предишния си просперитет като по времето на Страбон е най-големият град на Тракийския Херсонес.
Кардия е родното място на диадоха Евмен и на историка Йероним.